# ۲-داکسی-دی-گلوکز
۲-داکسی-دی-گلوکز (به انگلیسی: 2-Deoxy-D-glucose) با فرمول شیمیایی C۶H۱۲O۵ یک ترکیب شیمیایی است. که جرم مولی آن ۱۶۴٫۱۶ g/mol می‌باشد. 